# Утакмице фудбалске репрезентације Мађарске 1917.
| Домаћин · 1917 | Гост · 1917 |

Фудбалска репрезентација Мађарске је током 1916. године играла укупно четири утакмце, све против Аустрије. Биланс је био један реми и четири победе.Утакмице Мађарске репрезентације током 1917. Утакмица одиграна 15. јула организована је у добротворне сврхе, за помоћ Турцима који се боре у Галицији. Хилми паша, турски амбасадор у Бечу, понудио је победнику пехар и сребрне медаље. Утакмица је играна у Бечу и коначан резултат је био 4 : 1 за Мађарску репрезентацију, са три постигнута гола Алфреда Шафера и један гол Имреа Шлосера.
Двојица Чеха, Ваник и Проушек, играли су у аустријском тиму јер је влада царства распустила Чешки фудбалски савез да би боље играче усмерила у аустријске клубове.
Ђерђ Орт је свој први наступа за репрезентацију Мађарске имао ове године у мечу одиграном 4. новембра, одржане у Бечу против репрезентације Аустрије.
Савезни капетан националног тима је био:
- Херцог Еде

## Утакмице
| Аустрија   | 1 : 1 (1 : 1) | Мађарска   |
| ---------- | ------------- | ---------- |
| Хајнцл 45’ | Извештај      | Шлосер 18’ |

| Мађарска                                                          | 6 : 2 (5 : 1) | Аустрија              |
| ----------------------------------------------------------------- | ------------- | --------------------- |
| Јожеф Урик 13’ · Шафер 16’ 62’ · Шлосер 40’ 45’ · Ференц Вајс 41’ | Извештај      | Хајнцл 9’ · Бауер 76’ |

| Аустрија    | 1 : 4 (0 : 1) | Мађарска                       |
| ----------- | ------------- | ------------------------------ |
| Проусек 50’ | Извештај      | Шафер 39’ 73’ 77’ · Шлосер 55’ |

| Мађарска                    | 2 : 1 (1 : 0) | Аустрија     |
| --------------------------- | ------------- | ------------ |
| Шафер 40’ · Имре Таусиг 52’ | Извештај      | Седлачек 67’ |

| Аустрија  | 1 : 2 (0 : 2) | Мађарска      |
| --------- | ------------- | ------------- |
| Вилда 61’ | Извештај      | Шафер 12’ 33’ |

Састав репрезентације Мађарске на 62. утакмици
Микша Кнап, Елемер Ковач, Ђула Фелдман, Вилмош Кертес II, Адолф Кертес III, Антал Ваго, Берталан Лудвиг, Калман Конрад, Алфред Шафер, Имре Шлосер, Петер Сабо
- Селектор: Фриђеш Миндер[2]

Састав репрезентације Мађарске на 63. утакмици
Микша Кнап, Јожеф Зигл, Ђула Фелдман, Вилмош Кертес II, Адолф Кертес III, Золтан Блум, Ференц Вајс, Јожеф Урик, Алфред Шафер, Имре Шлосер, Петер Сабо
- Селектор: Миндер[3]

Састав репрезентације Мађарске на 64. утакмици
Ференц Платко, Ђула Фелдман, Јожеф Зигл, Вилмош Кертес II, Адолф Кертес III, Антал Ваго, Имре Таусиг, Јожеф Урик, Алфред Шафер, Имре Шлосер, Петер Сабо
- Селектор: Миндер[4]

Састав репрезентације Мађарске на 65. утакмици
Ференц Платко, Ђула Фелдман, Јожеф Зигл, Вилмош Кертес II, Адолф Кертес III, Антал Ваго, Имре Таусиг, Вилмош Енгел, Алфред Шафер, Имре Шлосер, Петер Сабо
- Селектор: Миндер[5]

Састав репрезентације Мађарске на 66. утакмици
Ференц Платко, Ђула Фелдман, Јожеф Зигл, Вилмош Кертес II, Адолф Кертес III, Антал Ваго, Имре Таусиг, Ђерђ Орт, Алфред Шафер, Имре Шлосер, Петер Сабо
- Селектор: Миндер[6]

## Играчи репрезентације
| - Калман Конрад - Имре Шлосер - Ференц Вајс - Ференц Платко - Ђерђ Орт |